# Franz Schedel
Franz Schedel (* 19. September 1915 in Passau; † 20. August 1996 in Kellberg bei Passau) war Chirurg an der Universitätsklinik der Ludwig-Maximilians-Universität München und langjähriger ärztlicher Direktor des Klinikums Passau.

## Jugend/Schule/Studium
Sein Vater war Beamter beim Bayerischen Brandschutz. Sein Großvater besaß eine Erzgießerei und war für damalige Verhältnisse reich. Er selbst wuchs in Passau auf. Mehrfach wurde sein Vater aus Berufsgründen versetzt, so dass er verschiedene Schulen (Augsburg, Günzburg) besuchte. Sein Studium absolvierte er an der Universität in München. Geprüft wurde er im Vorphysikum Fach Chemie durch den Nobelpreisträger Prof. Heinrich Otto Wieland, den er später sogar ärztlich versorgen durfte. Im Krieg war er als Unterarzt in verschiedenen Lazaretten eingesetzt. 

## Ärztliche Weiterbildung
Nach dem Krieg war Schedel an der teilweise zerbombten chirurgischen Universitätsklinik in München tätig. Einer seiner Vorgesetzten war Max Lebsche. Lebsche war einer der bedeutendsten Schüler von Ferdinand Sauerbruch und maßgeblich beteiligt an der Weiterentwicklung der sogenannten Sauerbruchprothesen.
Der direkte Kontakt mit dem damals bereits pensionierten Prof. Sauerbruch war für den Jungchirurgieassistenten Schedel eher unglücklich verlaufen. Er hatte in seinem Bereitschaftsdienst den abendlichen Besucher Sauerbruch nicht erkannt, hielt ihn für einen Hochstapler und wollte ihn in die nahe liegende Psychiatrie verweisen. Sein damaliger Chef, selbst Oberarzt von Sauerbruch, konnte Schlimmeres verhindern. 

## Berufliche Entwicklung
Schedel habilitierte sich 1954 an der Universität München (Thema: Durchblutung im Gipsverband) und wechselte dann als chirurgischer Chefarzt und ärztlicher Direktor am 1. September 1955 an das Klinikum Passau (bis 1980). Er gründete dort die Krankenpflegeschule und leitete die kontinuierliche Vergrößerung der klinischen Einrichtung ein. Auch von Passau aus hielt er weiterhin Vorlesungen in München. Bekannt war er für seine Vorlesung „Chirurgie für Zahnmediziner“. 
1957 erwarb er das Kurbad in Kellberg und errichtete dort eine Klinik, die spätere Klinik Professor Schedel. 1963 wurde Schedel zum außerplanmäßigen Professor ernannt. Er war Mitglied des Hauptausschusses der Bayerischen Krankenhausgesellschaft. Für seine Leistungen erhielt er das Bundesverdienstkreuz am Bande. Außer in Kellberg war er Initiator und Gründer einer weiteren Rehabilitationsklinik in Lübben für die Bereiche Orthopädie und Onkologie.

## Schriften
- Chirurgisches Lehrbuch für Zahnmediziner. Hippokratesverlag, Stuttgart 1961
- Der blaue Spiegel. Morsak Verlag, 1982
- Eine Geschichte, die am 19. September 1915 beginnt. Morsak Verlag, 1992 (Autobiographie)

| Personendaten    | Personendaten                        |
| ---------------- | ------------------------------------ |
| NAME             | Schedel, Franz                       |
| KURZBESCHREIBUNG | deutscher Chirurg und Klinikdirektor |
| GEBURTSDATUM     | 19. September 1915                   |
| GEBURTSORT       | Passau                               |
| STERBEDATUM      | 20. August 1996                      |
| STERBEORT        | Kellberg bei Passau                  |